# Chrysogorgia elegans
Chrysogorgia elegans is een zachte koraalsoort uit de familie Chrysogorgiidae. De koraalsoort komt uit het geslacht Chrysogorgia. Chrysogorgia elegans werd in 1883 voor het eerst wetenschappelijk beschreven door Verrill.